# NGC 6073
NGC 6073 (другие обозначения — UGC 10235, MCG 3-41-139, ZWG 108.160, IRAS16078+1649, PGC 57353) — спиральная галактика (Sc) в созвездии Геркулес.
Этот объект входит в число перечисленных в оригинальной редакции «Нового общего каталога».